# Santa Maria de Airão
Santa Maria de Airão ist ein Ort und eine ehemalige Gemeinde (Freguesia) im Norden Portugals.
Santa Maria de Airão gehört zum Kreis Guimarães im Distrikt Braga. Die Gemeinde hatte eine Fläche von 2,38 km² und 1692 Einwohner (Stand 30. Juni 2011). Die Gemeinde ist überwiegend städtisch geprägt.
Am 29. September 2013 wurden die Gemeinden Airão (Santa Maria), Vermil und Airão (São João Baptista) zur neuen Gemeinde União das Freguesias de Airão Santa Maria, Airão São João e Vermil zusammengeschlossen.

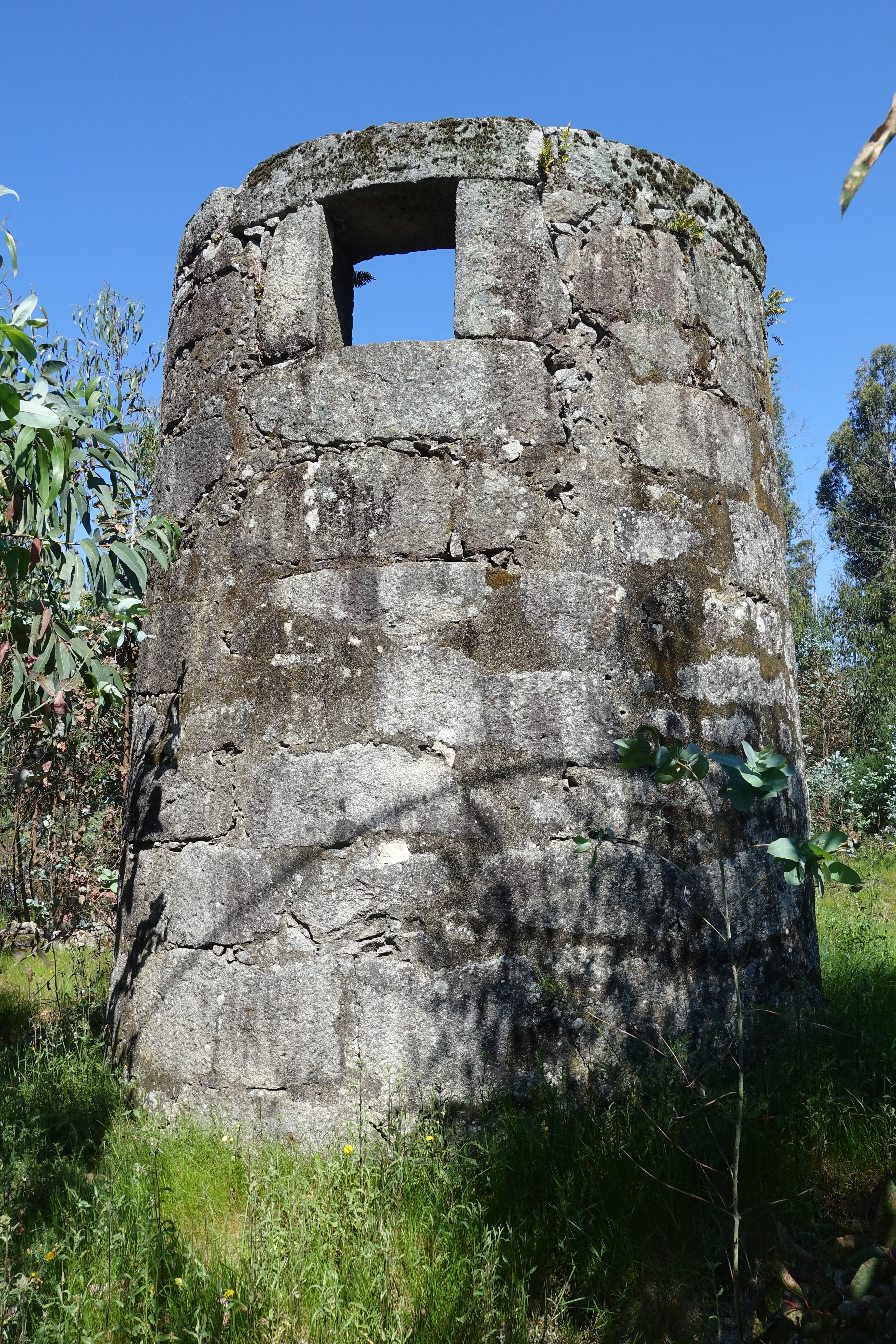
Mühle von Airão